# Historia Anglii (V–VII wiek)
31 grudnia 406 r., po przekroczeniu Renu przez plemiona germańskie, Konstantyn III w pełni opuścił Brytanię. To zostawiło słabych władców brytońsko-rzymskich i pozwoliło Anglosasom, aby zaatakowali Brytanię. W późniejszej części wieku (data nadal nie jest ustalona), lud ten przejął Anglię i utworzył Heptarchię. Heptarchia była jedną z wielu zmian w brytyjskiej kulturze wprowadzonych przez Anglosasów, m.in. język staroangielski, który nadal ma wpływ na dzisiejszy język angielski.
Kronika anglosaska mówi, że Cerdic, pierwszy król Wessexu, przybył do Anglii w 495 r. Wskazuje to koniec migracji plemion anglosaskich do Anglii i początek wczesnego etapu Heptarchii. W VI w., Brytowie byli wygnani z wyspy i pod koniec wieku, plemiona rozpoczęły organizować się w siedem królestw (Królestwo Anglii Wschodniej, Mercję, Nortumbrię, Wessex, Essex, i Kent), jak też mniejsze państwa-miasta, później znane jako burhy.